# Classe Baltimore
A Classe Baltimore foi uma classe de cruzadores pesados operados pela Marinha dos Estados Unidos e composta por catorze embarcações. Suas construções começaram entre 1941 e 1943, foram lançados ao mar de 1942 a 1945 e comissionados na frota norte-americana entre 1943 e 1946. Seu projeto foi inspirado no predecessor USS Wichita e ocorreu sem nenhuma limitação de tamanho imposta por tratados internacionais de controle armamentista. Os navios possuíam dimensões maiores que classes anteriores, com este tamanho maior sendo usado principal para fortalecer a integridade estrutural do casco e permitir a instalação de mais armas de duplo-propósito e antiaéreas.
Os cruzadores da Classe Baltimore eram armados com uma bateria principal composta por nove canhões de 203 milímetros montados em três torres de artilharia triplas. Tinham um comprimento de fora a fora de 205 metros, boca de 21 metros, calado de sete metros e um deslocamento carregado de mais de dezessete mil toneladas. Seus sistemas de propulsão eram compostos por quatro caldeiras a óleo combustível que alimentavam quatro conjuntos de turbinas a vapor, que por sua vez giravam quatro hélices até uma velocidade máxima de 33 nós (61 quilômetros por hora). Os navios também eram protegidos por um cinturão principal de blindagem com 102 a 152 milímetros de espessura.
Dos catorze navios da classe, apenas sete foram finalizados em tempo para servirem na Segunda Guerra Mundial. Eles foram colocados para atuarem como escolta de porta-aviões e em ações de bombardeio litorâneo, participando quase todos da Guerra do Pacífico, mas com um único membro atuando na Europa. As embarcações envolveram-se nas Campanhas das Ilhas Gilbert e Marshall, Ilhas Marianas e Palau, Filipinas e Ilhas Vulcano e Ryūkyū no Pacífico e nas Invasãoes da Normandia e Sul da França na Europa. A maioria dos cruzadores foram descomissionados logo após o fim da guerra, mas muitos foram trazidos de volta ao serviço depois do início da Guerra da Coreia em 1950.
O USS Boston e o USS Canberra foram convertidos em cruzadores de mísseis guiados no início da década de 1950, tornando-se a Classe Boston. No final da década, o USS Columbus e o USS Chicago passaram por conversões ainda mais amplas, passando a integrar a Classe Albany. Estes navios serviram nessas funções pelos anos seguintes, participando de operações durante a Guerra do Vietnã e atuando no Oceano Pacífico, Oceano Atlântico e Mar Mediterrâneo até serem descomissionados na década de 1970. Todos os membros da Classe Baltimore foram descartados e desmontados até a da década de 1980, com exceção do Chicago, que foi desmontado em 1991.